# (8060) Anius
(8060) Anius ist ein Asteroid aus der Gruppe der Jupiter-Trojaner. Damit werden Asteroiden bezeichnet, die auf den Lagrange-Punkten auf der Bahn des Jupiter um die Sonne laufen.
(8060) Anius wurde am 19. September 1973 von den niederländischen Astronomen Cornelis Johannes van Houten, Ingrid van Houten-Groeneveld und Tom Gehrels am Palomar-Observatorium (IAU-Code 675) entdeckt. Er ist dem Lagrangepunkt L4 zugeordnet.
Der Asteroid ist nach dem mythologischen griechischen Priesterkönig Anios, König von Delos, benannt, einem Sohn des Apollon und der Rhoio, dessen Gastfreundschaft durch die Griechen missbraucht wurde, indem sie seine drei Töchter entführten.